# Heterococcopsis lonicerae
Heterococcopsis lonicerae är en insektsart som beskrevs av Borchsenius 1948. Heterococcopsis lonicerae ingår i släktet Heterococcopsis och familjen ullsköldlöss.
Artens utbredningsområde är Kazakstan. Inga underarter finns listade i Catalogue of Life.